# In the Key of Disney
| 전문가 평가 | 전문가 평가 |
| 평가 점수   | 평가 점수   |
| 출처        | 점수        |
| ----------- | ----------- |
| AllMusic    | [ 1 ]       |
| NME         | 8/10        |

《In the Key of Disney》는 2011년 10월 25일, 월트 디즈니 레코드가 디즈니 펄 시리즈의 일부로 발매한 미국의 음악가 브라이언 윌슨의 아홉 번째 스튜디오 음반이다. 《Brian Wilson Reimagines Gershwin》에 이어 디즈니가 윌슨용으로 발매한 두 번째 음반이다. 디즈니는 이 음반을 "현대 캘리포니아의 브라이언 윌슨 & 월트 디즈니의 이미지를 형성한 두 남자의 비전과 결혼한 음반"이라고 부른다.

## 배경
2009년 여름, 월트 디즈니 레코드는 윌슨에게 디즈니 영화의 곡을 녹음하는 것에 대해 접근했고, 윌슨은 거슈윈 커버의 음반을 녹음한 후에 그렇게 하기로 동의했다.
《In the Key of Disney》는 2011년 초에 녹음되었다. 음반을 녹음한 후 윌슨은 "비치 보이스 사운드와 디즈니 사람들은 환상적인 협동을 이룹니다. 저는 그들의 모든 노래를 공정하게 하려고 노력했습니다."
Amazon.com은 처음에 두 개의 보너스 트랙을 제공했다. 하나는 음반의 콤팩트 디스크 버전에, 다른 하나는 MP3 버전에 나타났다.

## 곡 목록
| #   | 제목                                                                   | 작사·작곡                                                   | 재생 시간 |
| --- | ---------------------------------------------------------------------- | ----------------------------------------------------------- | --------- |
| 1.  | 〈You've Got a Friend in Me〉                                          | 랜디 뉴먼                                                   | 2:40      |
| 2.  | 〈The Bare Necessities〉                                               | 테리 길키슨                                                 | 3:12      |
| 3.  | 〈Baby Mine〉                                                          | 프랭크 처칠, 네드 워싱턴                                    | 3:28      |
| 4.  | 〈Kiss the Girl〉                                                      | 앨런 멩컨, 하워드 애시먼                                    | 3:53      |
| 5.  | 〈Colors of the Wind〉                                                 | 멩컨, 스티븐 슈워츠                                         | 3:59      |
| 6.  | 〈Can You Feel the Love Tonight〉                                      | 엘튼 존, 팀 라이스                                          | 3:44      |
| 7.  | 〈We Belong Together〉                                                 | 뉴먼                                                        | 3:56      |
| 8.  | 〈I Just Can't Wait to Be King〉                                       | 존, 라이스                                                  | 3:37      |
| 9.  | 〈Stay Awake〉                                                         | 셔먼 브라더스                                               | 2:48      |
| 10. | 〈Heigh-Ho / Whistle While You Work / Yo Ho (A Pirate's Life for Me)〉 | 처칠, 래리 모리 / 처칠, 모리 / 조지 브런스, 사비에 아텐시오 | 3:27      |
| 11. | 〈When You Wish Upon a Star〉                                          | 레이 할라인, 워싱턴                                         | 2:45      |